# Warped by Success
Warped by Success è il sesto album del gruppo inglese China Crisis, pubblicato dalla Stardumb Records nel 1994.

## Tracce
Lato A
1. Hands on the Wheel (Eddie Lundon) – 4:10
2. Always (Gary Daly) – 5:06
3. Everyday the Same (Daly) – 5:49
4. Without the Love (Daly, Lundon) – 4:25
5. Thank You (Lundon) – 3:37
6. Hard to be Around (Daly) – 4:06

Lato B
1. One Wish Too Many (Daly, Lundon) – 2:06
2. Wishing Time (Lundon) – 3:31
3. Good Again (Daly) – 4:11
4. Real Tears (Daly) – 4:36
5. Does it Pay (Daly) – 4:04
6. The Way We Are Made (Daly, Lundon) – 3:30